# Zarządzanie reputacją w wyszukiwarkach
Zarządzanie reputacją w wyszukiwarkach, SERM od search engine reputation management – zespół działań mających na celu poprawę wizerunku marki w wyszukiwarkach internetowych. W epoce prosumentów – czyli profesjonalnych konsumentów, którzy nie dają wiary komunikatom marketingowym i poszukują własnych źródeł wiedzy – wyszukiwarka należy do jednych z najważniejszych i najpopularniejszych – warto zainteresować się swoją reputacją w wyszukiwarkach. Regularne monitorowanie pierwszych stron wyników wyszukiwania (SERP), pozwala w razie potrzeby szybko zareagować.
Istnieją dwie możliwe drogi działania, gdy w czołówce wyników wyszukiwania pojawia się negatywny dla reputacji link:
1. jeśli treści są nieprawdziwe, obraźliwe lub naruszają prawo można próbować skontaktować się z administratorem serwisu, czy forum i wnioskować o usunięcie; nie zawsze da to zamierzony efekt, bo bardzo często takie komentarze pojawiają się na forach, które nie są moderowane
2. można „zdepozycjownować” negatywny link, czyli sprawić, by w wynikach wyszukiwania powyżej niego pojawiły się inne linki, które spowodują przesunięcie go na mniej eksponowaną pozycję, co będzie też miało mniejszy efekt negatywny dla firmy/marki – bardzo pomocne mogą być blogi, mikroblogi, etc.

SERM powinien być integralną częścią programów SEO – optymalizacji dla wyszukiwarek internetowych – które powinny być działaniem strategicznym i długofalowym.
Temat reputacji w wyszukiwarkach nabiera szczególnego znaczenia w epoce mediów społecznościowych, gdyż wpisy na blogach, konwersacje na forach, mikroblogach są z reguły bardzo dobrze indeksowane przez Google.